# Threskiornis aethiopicus
L'ibis sacro (Threskiornis aethiopicus (Latham, 1790)) è una specie di ibis appartenente alla famiglia Threskiornithidae. È originario dell'Africa subsahariana, in Iraq e anticamente in Egitto, paese in cui adesso è praticamente estinto, dove era venerato come simbolo del dio Thot.
Si è naturalizzato in diversi Paesi europei; in Italia si incontra in vicinanza dei laghi o fiumi, come lungo il Mincio, nei piccoli corsi d'acqua del Pavese, nel territorio del Polesine, nel delta del Po, nella Bassa Bresciana, nella Bassa Padana e nelle campagne tra Novara e Vercelli. La specie è in rapida espansione e viene considerata "specie esotica invasiva".

## Descrizione

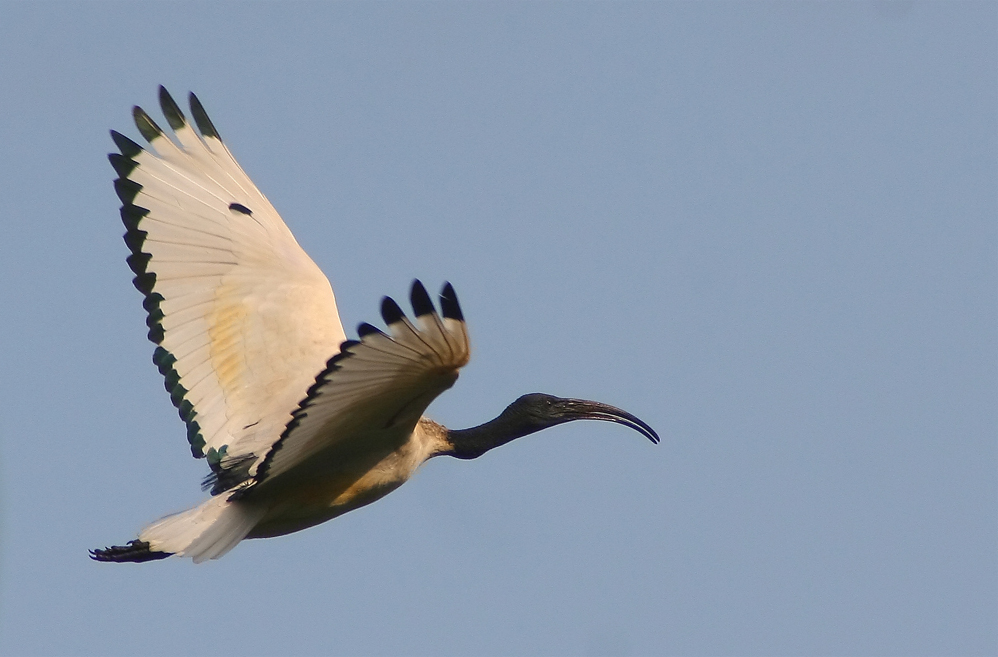
Ibis sacro in volo

Gli individui adulti raggiungono generalmente una lunghezza di 68 centimetri e presentano un piumaggio del corpo completamente bianco (presentando dei riflessi verdi o bluastri) a eccezione di alcuni pennacchi neri sul dorso, mentre zampe, collo, becco e coda sono neri. Sono stati osservati anche alcuni casi di melanismo. L'apertura alare varia da 112 a 124 centimetri, mentre il peso corporeo varia da 1,35 a 1,5 kg. I maschi sono generalmente leggermente più grandi delle femmine.
La testa ed il collo sono calvi, e il becco ricurvo e le lunghe zampe sono nere. Le ali bianche in volo mostrano un bordo posteriore nero. Gli occhi sono marroni con un anello orbitale rosso scuro. I sessi sono molto simili, mentre i giovani presentano un piumaggio bianco sporco, un becco più piccolo e alcune piume brunastre sul collo, penne scapolari bruno-verdastri, e penne copritrici primarie più nere.
Questo uccello di solito è silenzioso, ma occasionalmente emette rumori striduli, a differenza del suo stretto parente ben più vocale, l'ibis hadada (Bostrychia hagedash). Quando è in volo, l'ibis sacro mantiene il collo allungato in avanti e le zampe slanciate (in modo particolarmente simile alla cicogna bianca) e, proprio osservandolo durante questo movimento, si può notare il sottoala, di un bianco meno chiaro rispetto a quello del piumaggio. Tassonomicamente, la specie non è divisa in alcuna sottospecie.

## Biologia

### Comportamento

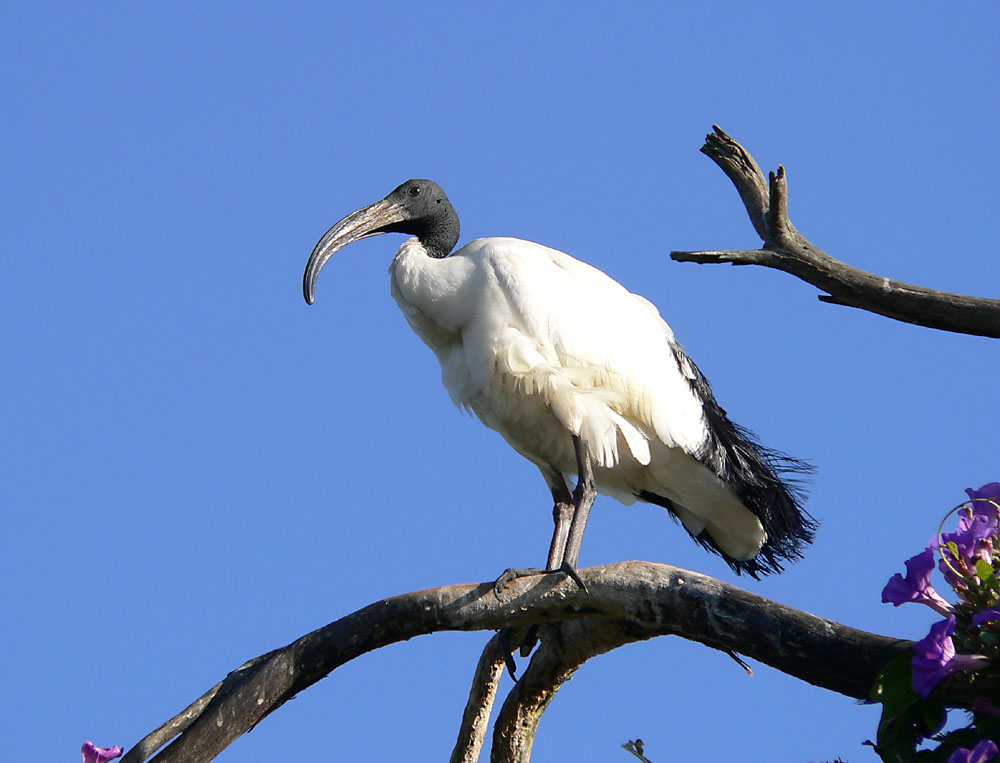
Ibis sacro fotografato in Kenya.

Come gli altri rappresentanti del genere Threskiornis, a dispetto degli altri ibis, è prevalentemente una specie diurna. Si riunisce in grandi gruppi, che possono superare le 100 unità, ma che durante il periodo dell'accoppiamento toccano i 4-500 esemplari. L'ibis sacro, nidificando in colonie, viene a stretto contatto con altri volatili, affini ad esso come abitudini. Sul delta del fiume Okavango, durante i periodi d'abbondanza ittica, sono state viste battute di caccia degli ibis con altri uccelli acquatici come umbrette, pellicani, aironi, cormorani e aninghe.
La specie non ha nemici abituali in natura, anche se talvolta può subire la predazione da parte di pitoni, uccelli rapaci e coccodrilli. Il più importante predatore dei nidiacei dell'ibis sacro africano, in Kenya, è l'aquila pescatrice africana, che sistematicamente attacca le colonie più grandi, sebbene in paesi come l'Etiopia ed il Sudafrica rappresenti una minaccia minore. I nidiacei possono cadere preda anche di serpenti, varani e babbuini, allo stesso tempo avidi razziatori di uova.
Nelle zone in cui si è naturalizzato, risulta nocivo per l'avifauna autoctona, vista la sua propensione a nutrirsi di uova e pulcini di altre specie.

### Dieta

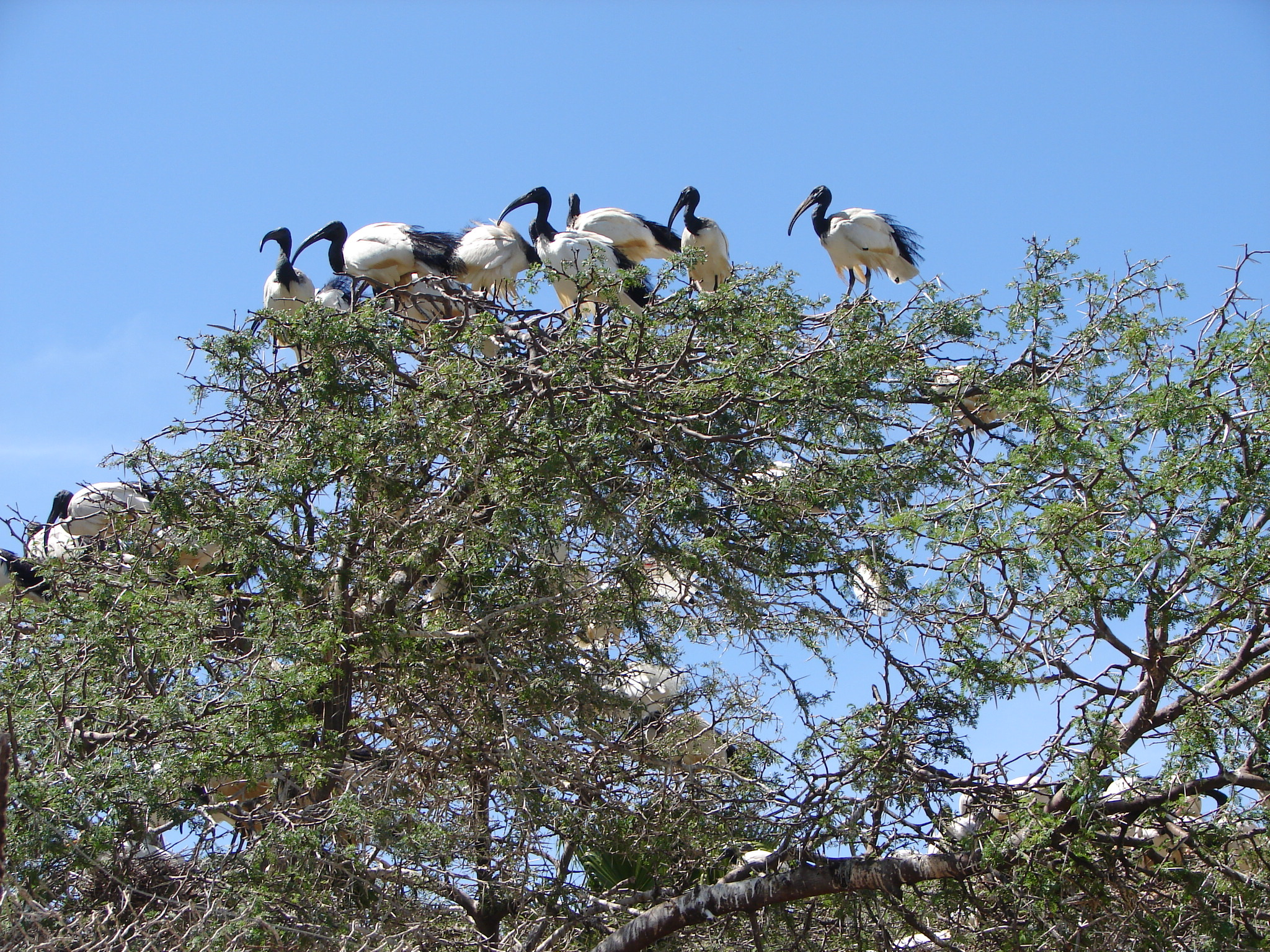
Una colonia riproduttiva a Montagu, Provincia del Capo Occidentale, SudAfrica

Nonostante a volte si nutra di semi o alghe, l'ibis sacro africano è un uccello prevalentemente carnivoro, che si riunisce in grandi stormi durante la ricerca del cibo. La loro dieta è composta principalmente da insetti, vermi, crostacei, molluschi ed altri invertebrati, oltre a vari pesci, rane, rettili, piccoli mammiferi e carogne, nonché uova e pulcini di altre specie di uccelli. La sua tecnica di caccia è piuttosto semplice: fissata la preda prescelta, l'ibis la segue con lo sguardo e, alla prima occasione propizia, l'afferra con una beccata precisa, ingoiandola intera. Il suo lungo becco sottile è anche usato per sondare il terreno alla ricerca di invertebrati, come i lombrichi.
Presso il lago Shala, in Etiopia, è stato osservato come gli ibis sacri africani si nutrano occasionalmente del contenuto delle uova di pellicano rotte dai capovaccai nelle colonie miste di ibis, cormorani, pellicani e cicogne di Abdim. Sull'isola centrale del lago Turkana sono stati avvistati degli ibis sacri nutrirsi delle uova di coccodrillo del Nilo dissotterrate dai varani del Nilo. Nel corso di un periodo d'osservazione durato 3 anni, sono state riportate diverse osservazioni da una grande colonia di uccelli su Bird Island (chiamata Penguin Island nell'articolo), in Sud Africa, composta da 10.000 coppie di sule del Capo nidificati, insieme a 4800 coppie di cormorani del Capo e altre specie di uccelli come gabbiani e pinguini africani, in cui alcuni esemplari di ibis sacri specializzati (sui 400 che popolavano l'isola) si erano nutriti di almeno 152 uova di cormorano (altre specie erano ancora più ovivore). L'ibis sacro è stato anche osservato intento a ghermire i giovani coccodrilli appena nati o persino le uova e i piccoli delle tartarughe marine, al momento della schiusa, sulle spiagge africane.
In uno studio sul contenuto della borra e dello stomaco dei nidiacei condotto nello Stato Libero, Sud Africa, si è scoperto che il cibo più comune servito dai genitori ai loro pulcini comprende rane (principalmente Amietia angolensis e Xenopus laevis), granchi della specie Potamonautes warreni, larve di mosca, bruchi di Sphingidae e coleotteri adulti. Durante i primi 10 giorni di vita i nidiacei vengono nutriti principalmente con granchi e coleotteri, e, successivamente, perlopiù con bruchi Sphingidae e altri coleotteri. Ad un mese d'età, i nidiacei presenti presso il lago Shala, Etiopia, venivano nutriti con larve d'insetto, bruchi e coleotteri. In Francia, gli ibis adulti si nutrono principalmente del gambero invasivo Procambarus clarkii, fornendo, invece, ai nidiacei larve della specie Eristalis.
In Francia, durante l'inverno, questi uccelli si raccolgono nelle discariche per nutrirsi di rifiuti.

### Riproduzione

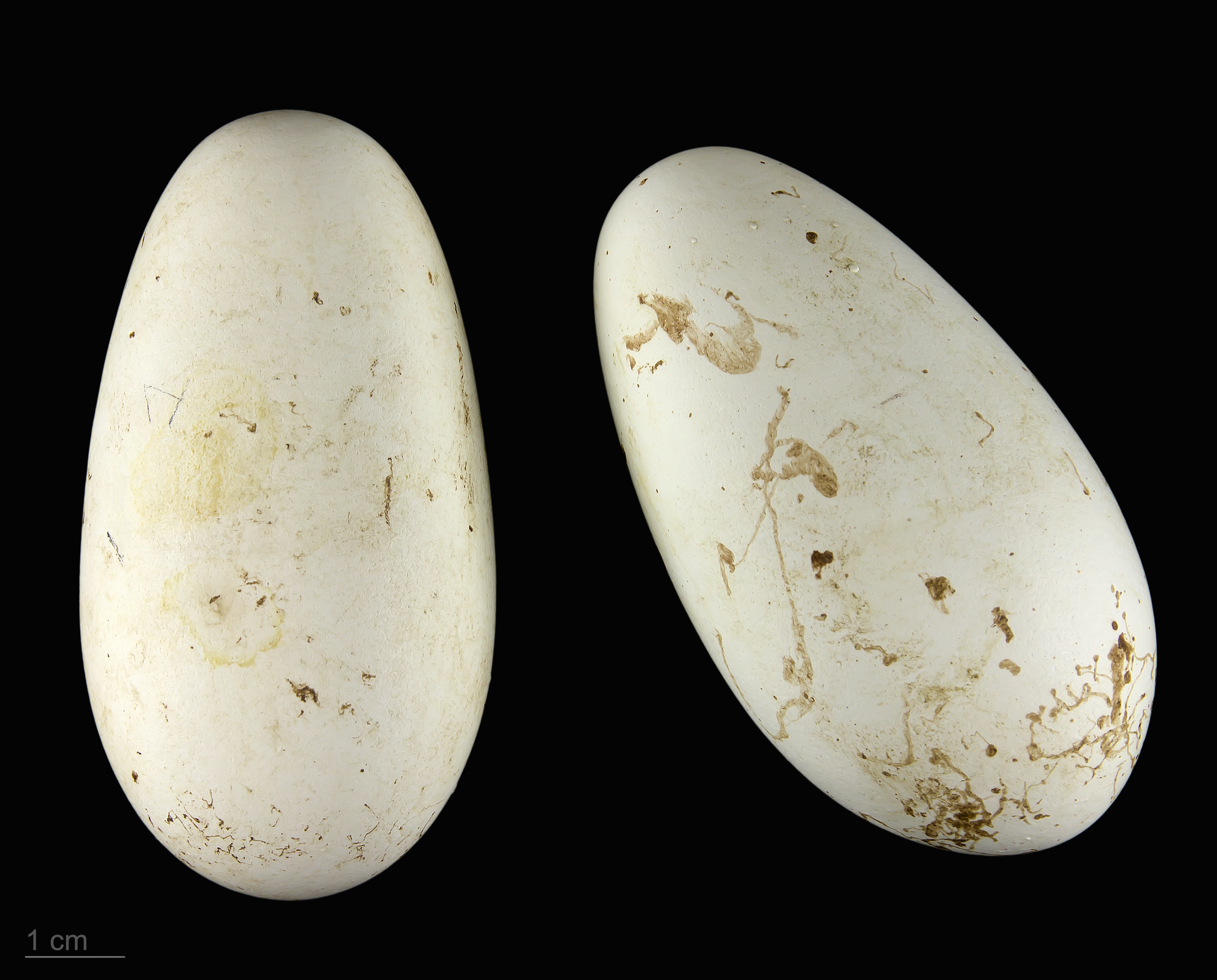
Uova di Threskiornis aethiopicus

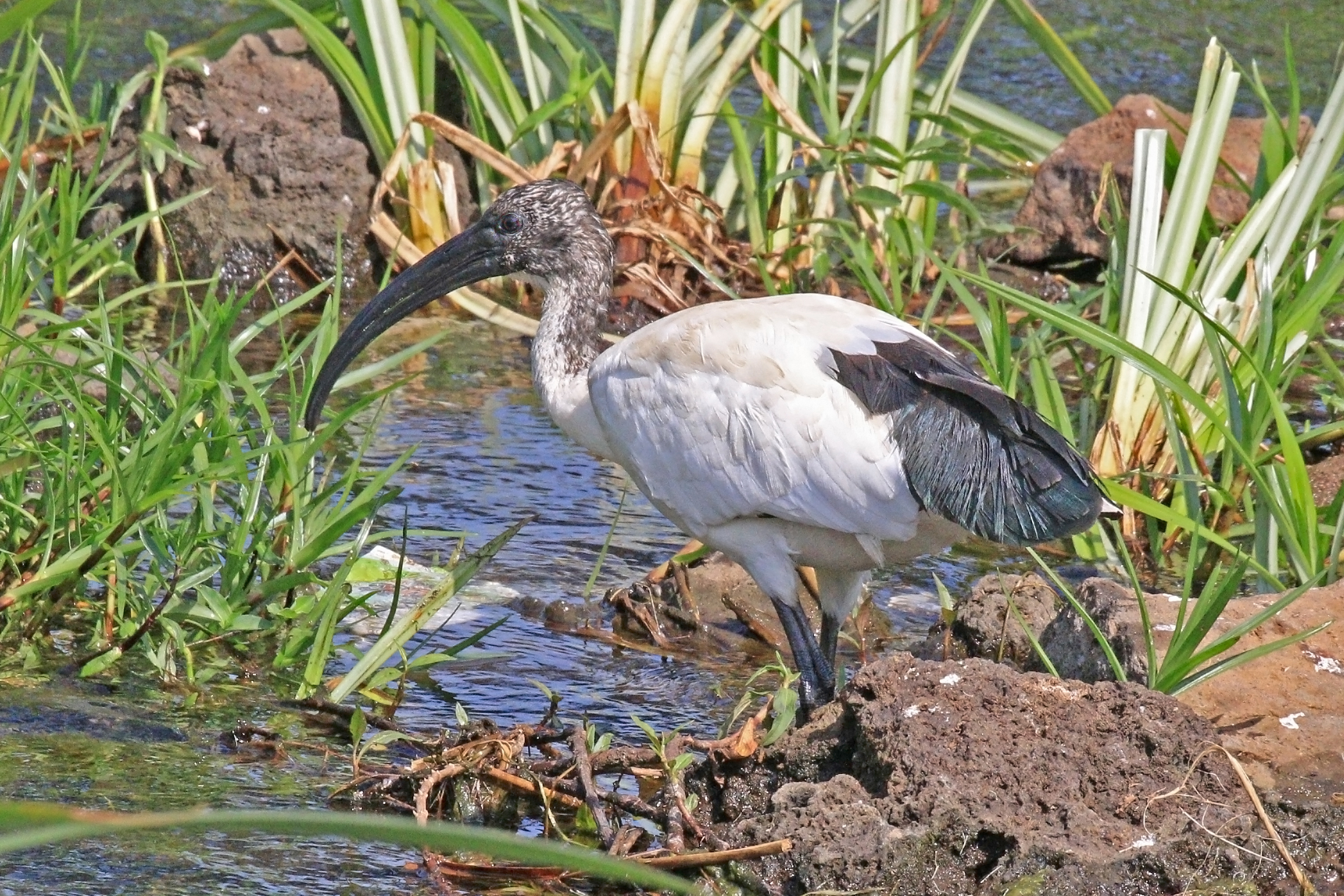
Un esemplare giovane, in Uganda

La specie, solitamente, si riproduce una volta all'anno durante la stagione delle piogge. La stagione riproduttiva va da marzo ad agosto in Africa, e da aprile a maggio in Iraq. Durante questi periodi, gli ibis sacri si riuniscono in grandi colonie e i maschi si formano un harem di femmine, tentando pure di sottrarle ai rivali, sfidandoli in cruente lotte, formate da gonfiamenti del petto e gorgheggi striduli col solo scopo di intimorire l'avversario. Questi uccelli costruiscono un nido di bastoncini, spesso sui baobab, talvolta in colonie miste con altri grandi uccelli trampolieri quali cicogne, aironi, spatole africane, aninghe africane e cormorani. Possono anche formare gruppi monospecie su isole al largo o su edifici abbandonati. Le colonie più grandi sono costituite da numerose sotto-colonie e possono arrivare a contare anche 1000 uccelli.
Le femmine depongono da 1 a 5 uova a stagione, incubate da entrambi i genitori per 21-29 giorni. Dopo la schiusa, un genitore rimane continuamente nel nido per i primi 7 giorni. I pulcini si impennano dopo circa 35–40 giorni e divengono indipendenti dopo 44–48 giorni, raggiungendo la maturità sessuale a 1-5 anni dopo la schiusa. L'età media di questi animali è di circa 18 anni.

### Malattie
Questa specie è stata segnalata come suscettibile al botulismo aviario in un elenco di animali morti trovati intorno ad un lago artificiale in Sud Africa che è risultato positivo al patogeno alla fine degli anni '60 e agli inizi degli anni '70. Durante un caso di mortalità su larga scala di cormorani del Capo a causa del colera aviario, nel 1991 nel Sud Africa occidentale, un piccolo gruppo di ibis sacri venne trovato morto. La nuova specie Chlamydia ibidis è stata isolata da ibis sacri selvatici in Francia nel 2013; aveva infettato 6-7 dei 70 uccelli testati.
Nel 1887, lo scienziato italiano Corrado Parona segnalò una specie di nematode Physaloptera di 3 centimetri nella cavità orbitale di un ibis sacro catturato a Metemma, Abissinia (ora Etiopia), nel 1882. Parona pensava si trattasse di una nuova specie, poiché differiva morfologicamente dai vermi visti in precedenza. Tuttavia, di questa presunta nuova specie venne identificata ed analizzata solo una femmina adulta, e da allora non è mai stata ritrovata in nessun altro uccello. Le specie di Physaloptera che infettano gli uccelli sono generalmente parassiti degli intestini dei rapaci, il che potrebbe significare che l'esemplare rinvenuto possa essere un artefatto o un'identificazione errata, o forse un'infezione dell'ospite senza uscita. Il digene trematode Patagifer bilobus, è stato segnalato in alcuni ibis sacri del Sudan, prima del 1949. Questo trematode vive nell'intestino tenue di questa specie, tra numerosi altri ibis, spatole e pochi altri uccelli acquatici. Questo parassita ha un ciclo vitale complicato che coinvolge tre ospiti: le uova si schiudono in acqua dolce dove infettano una chiocciola corno di montone in cui si moltiplicano e producono cercarie, che escono e si incistano in una lumaca più grande come una Lymnaea, in attesa di essere mangiata da un uccello.

## Distribuzione e habitat

### Nativa
L'ibis sacro si riproduce nell'Africa subsahariana e nel sud-est dell'Iraq. Diverse popolazioni migrano con la stagione delle piogge; alcuni esemplari sudafricani migrano per 1.500 km a nord fino allo Zambia, mentre gli esemplari africani a nord dell'equatore migrano nella direzione opposta. La popolazione irachena di solito migra nell'Iran sudoccidentale, ma alcuni esemplari vagranti sono stati avvistati fino all'estremo sud dell'Oman (raro, ma regolare) e fino alle coste caspiche del Kazakistan e della Russia (prima del 1945).
L'ibis sacro frequenta una grande varietà di ambienti, prediligendo le zone umide paludose e le distese fangose, sia nell'entroterra sia sulla costa, spingendosi anche fino ai margini delle città e alle coste marittime. Le colonie nidificano preferibilmente sugli alberi dentro o nei pressi delle fonti d'acqua. Quando in cerca di cibo, gli ibis sacri si radunano in acque poco profonde e nelle distese fangose per nutrirsi, talvolta riunendosi anche nelle coltivazioni e nelle discariche.

#### Africa

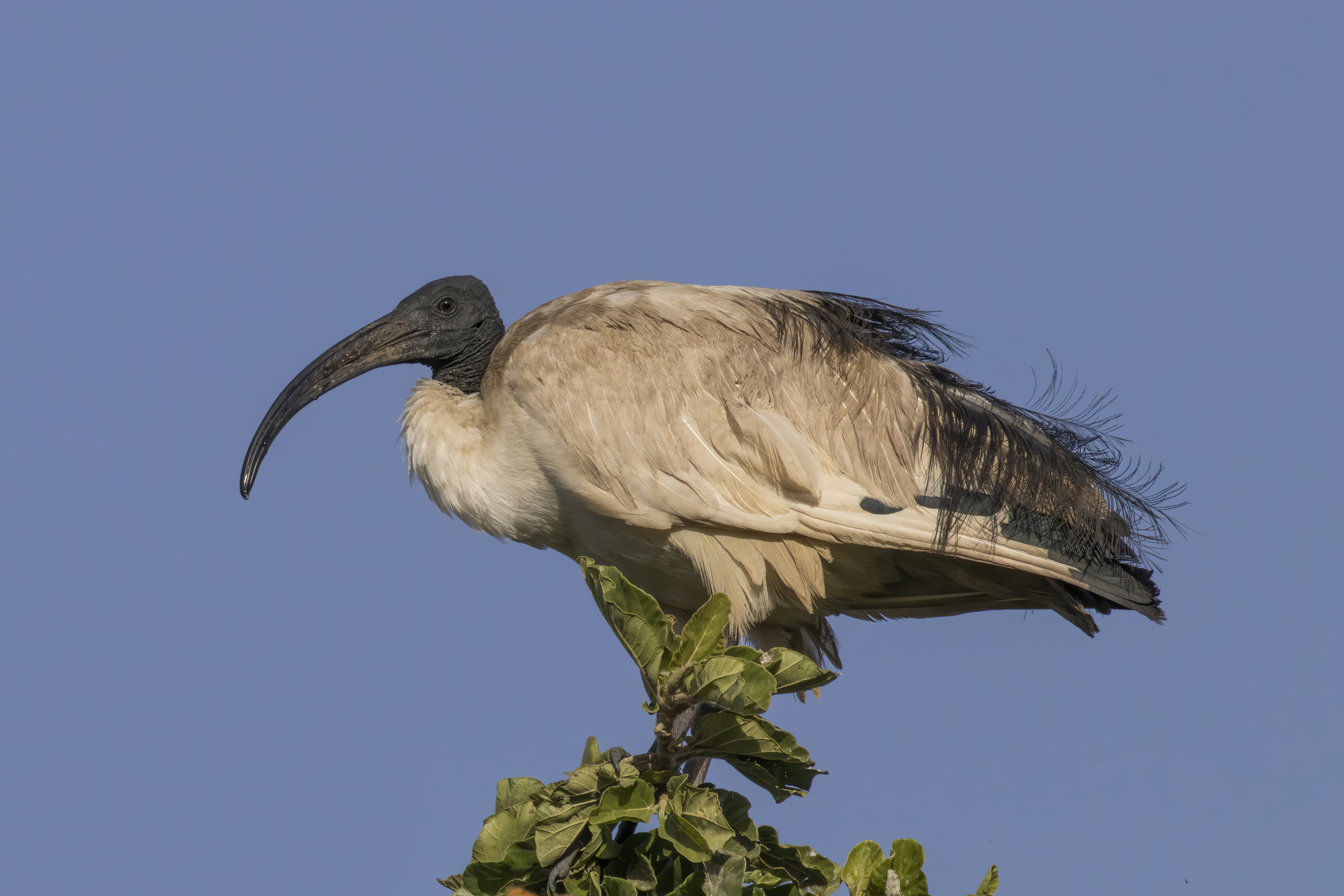
Un esemplare al lago Ziway, Etiopia

Storicamente, l'ibis sacro si trovava in Nord Africa, incluso il Kemet, dove era comunemente venerato e mummificato come offerta al dio Thoth. Per molti secoli fino al periodo romano i templi principali seppellivano dozzine di migliaia di uccelli all'anno, e per sostenere un numero sufficiente di richieste sacrificali da parte dei pellegrini provenienti da tutto l'Egitto, decine di allevamenti di ibis (chiamati ibiotropheia da Erodoto) si stabilirono, inizialmente in tutto l'Egitto, venendo in seguito centralizzati attorno ai templi principali, ognuno dei quali produceva circa un migliaio di mummie all'anno. Aristotele menziona nel c. 350 aC che moltissimi ibis sacri si trovavano in tutto l'Egitto. Strabone, intorno al 20 dC, menziona una gran quantità di uccelli nelle strade di Alessandria, dove viveva all'epoca, dove gli uccelli razziavano la spazzatura e le provviste, e contaminavano il tutto con le loro feci. Pierre Belon notò la numerosa popolazione di ibis in Egitto durante i suoi viaggi alla fine degli anni 1540 (nonostante credesse fossero uno strano tipo di cicogna). Benoît de Maillet, nella sua Description de l'Egypte (1735) riferisce che all'inizio del XVII secolo, quando le grandi carovane si recavano ogni anno alla Mecca, grandi stormi di ibis li seguivano dall'Egitto per oltre cento leghe nel deserto per nutrirsi dello sterco lasciato negli accampamenti. Nel 1850, tuttavia, la specie scomparve dall'Egitto sia come popolazione riproduttiva che migrante, il cui ultimo avvistamento, sebbene discutibile, avvenne nel 1864.
Prima dell'inizio del XX secolo, la specie non si riproduceva nell'Africa meridionale, ma ha beneficiato molto dell'alta urbanizzazione dell'area e delle pratiche agricole come l'irrigazione, la costruzione di dighe e gli scarti delle produzioni agricole come letame, carogne e spazzatura. L'animale ha iniziato a riprodursi nella regione all'inizio del XX secolo e negli anni '70 sono state registrate le prime colonie di ibis nello Zimbabwe e in Sudafrica. La sua popolazione si espanse di 2-3 volte durante il periodo tra il 1972 e il 1995 nello Stato Libero di Orange. Ora si trova in tutta l'Africa meridionale. La specie è un residente comune nella maggior parte del Sud Africa. I numeri locali si gonfiano in estate da individui che migrano verso sud dall'equatore.
Altrove in Africa è presente in tutto il continente a sud del Sahara, ma è in gran parte assente nei deserti dell'Africa sudoccidentale (cioè il Namib, il Karoo ed il Kalahari) e dalle foreste pluviali del Congo. Nell'Africa occidentale è piuttosto raro in tutto il Sahel, ad eccezione dei principali sistemi di pianure alluvionali della regione. Colonie nidificanti si trovano comunemente lungo il Niger, nel Delta del Niger interno del Mali, il fiume Logone della CAR, il lago Fitri in Ciad, il Delta del Saloum del Senegal e altre località in numero relativamente piccolo come in Gambia. È comune in tutta l'Africa orientale e meridionale. Numerosi individui possono essere trovati nelle paludi del Sudd e nel lago Kundi in Sudan, durante la stagione secca. È abbastanza diffuso lungo il fiume Nilo superiore ed è abbastanza comune intorno a Mogadiscio, in Somalia. In Tanzania diversi siti contano da 500 a 1.000+ uccelli, per un totale di circa 20.000 uccelli.

#### Asia
L'uccello è anche originario dello Yemen; nel 2003 si è riprodotto in gran numero su piccole isole vicino ad Haramous e lungo la costa del Mar Rosso vicino ad Al Hudaydah e Aden, dove è stato spesso trovato negli impianti di trattamento delle acque reflue. È stato osservato anche un sito di nidificazione sul luogo di un naufragio nel Mar Rosso. È stato osservato anche come specie vagrante a Socotra. Con l'attuale guerra e carestia nella regione, non ci sono nuovi rapporti di censimento sulle specie nello Yemen, tuttavia nel 2015 è stata fornita una stima di circa 30 individui adulti.
La specie era abbastanza comune in Iraq nella prima metà del XX secolo, ma alla fine degli anni '60 era diventata molto rara, con una popolazione che si pensa non contasse più di 200 uccelli. Si pensava che la popolazione avesse sofferto molto durante il prosciugamento delle paludi mesopotamiche del sud-est dell'Iraq a partire dalla fine degli anni '80 e si temesse fosse completamente scomparsa, tuttavia, la specie ha continuato a riprodursi in una colonia nelle paludi di Hawizeh (una parte delle paludi della Mesopotamia) a partire dal 2008, contando fino a 27 individui adulti. La specie è originaria anche del Kuwait, dove si presenta come un migratore estremamente raro, con solo due avvistamenti noti nell'area, l'ultimo dei quali è stato uno stormo di 17 individui nel 2007.
Non ci sono avvistamenti dell'uccello in Iran prima degli anni '70, tuttavia sono stati trovati piccoli gruppi durante lo svernamento in Khūzestān, nel 1970. Dagli anni '90 i numeri sembrano essere aumentati lentamente fino a poche dozzine.

### Introdotto
I primi ibis sacri africani portati in Europa furono una coppia importata dall'Egitto in Francia a metà del 1700. Durante l'Ottocento vi furono i primi avvistamenti di esemplari fuggiti dagli zoo in Europa (in Austria ed Italia). Negli anni '70 era di moda per gli zoo europei tenere uccelli esotici in colonie libere di volare nei dintorni per poi tornare a cibarsi nei terreni dello zoo di giorno. In quanto tali, delle popolazioni selvatiche cominciarono a stabilirsi in Italia, Francia, Spagna, Paesi Bassi, Isole Canarie, Florida, Taiwan, Emirati Arabi Uniti e forse anche a Bahrein.
Alcuni studi indicano che le popolazioni introdotte in Europa hanno avuto impatti economici ed ecologici significativi, mentre altri suggeriscono che non costituiscono una minaccia sostanziale per le specie di uccelli europei autoctone.

#### Europa

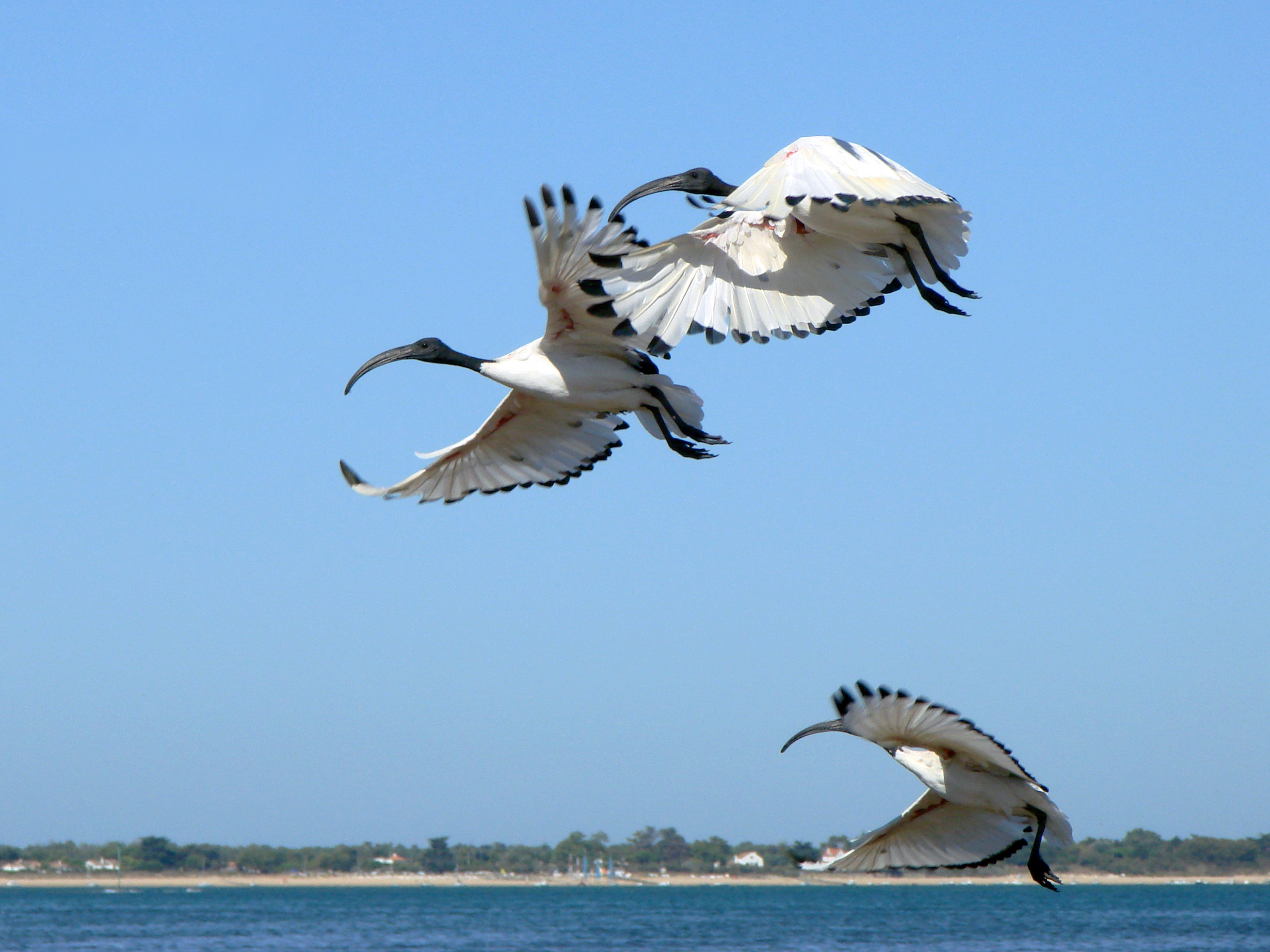
Esemplari in volo a Isola di Ré, Francia

In Francia, la popolazione di ibis sacri africani introdotta si è stabilita lungo la costa atlantica francese. Questa popolazione è, probabilmente, il risultato della riproduzione incontrollata di numerosi uccelli rinselvatichitesi, probabilmente, parte della colonia libera dei giardini zoologici Branféré, nel sud della Bretagna. Gli uccelli iniziarono a nidificare con successo, per la prima volta, nel 1993 in due siti: il golfo di Morbihan ed il lago di Grand-Lieu, rispettivamente a 25 km (16 mi) e a 70 km (43 mi) da Branféré. Nel 2005, la popolazione nidificante dell'Atlantico francese è stata stimata a 1.100 coppie, ed i censimenti invernali hanno riportato una popolazione totale stimata ad un massimo di 3.000 uccelli. Una popolazione separata, probabilmente proveniente da uno zoo di Sigean, si stabilì sulla costa mediterranea francese, e nel 2005 la colonia dell'Etang de Bages-et Sigeanè è stata stimata contare circa 250 coppie d'ibis sacri. Per fronteggiare il problema della dilagazione di questo uccello venne avviato un programma d'abbattimento, e nel 2011 la popolazione scese a 560-600 coppie. Entro il gennaio 2017 il programma di eradicazione dell'ibis sacro aveva ridotto il numero di uccelli nella Francia occidentale a 300-500 uccelli, mantenendo il lago di Grand-Lieu come unico sito di riproduzione regolare nella regione; con il progredire del programma d'abbattimento gli uccelli divennero più cauti. La popolazione vicino a Sigean, invece, è stata quasi del tutto eradicata, uccidendo e ricatturando gli uccelli rimanenti, sebbene alcuni avvistamenti confermerebbero la presenza di alcuni esemplari ancora in libertà nel Camargue.
Questa specie non è considerata stabile nella Spagna continentale. Lo zoo di Barcellona aveva una piccola popolazione libera riprodottasi con successo all'interno dello zoo, ed, almeno una volta nel 1974, nel parco cittadino circostante. Tra il 1983 ed il 1985 la popolazione aumentò a 18 uccelli, ma successivamente diminuì a 4-6 coppie negli anni '90 poiché molti uccelli erano scappati dall'area, mentre i restanti esemplari vennero ricatturati e alloggiati permanentemente in habitat chiusi entro la fine degli anni '90 (lo zoo possiede ancora alcuni esemplari). Nel 2001, i restanti uccelli nei dintorni vennero abbattuti, ponendo così fine alla presenza della specie allo stato selvatico nella zona. Tuttavia, all'inizio degli anni 2000, esemplari vagranti provenienti molto probabilmente dalla Francia vennero avvistati nella Catalogna settentrionale e da allora sono stati registrati avvistamenti sporadici durante tutto l'anno lungo le coste del Mediterraneo e della Cantabria. Tra il 1994 3e il 2004 vennero raccolte un totale di venti segnalazioni appurate. Nel 2009, gli uccelli che entravano in Spagna dalla Francia vennero tutti abbattuti.

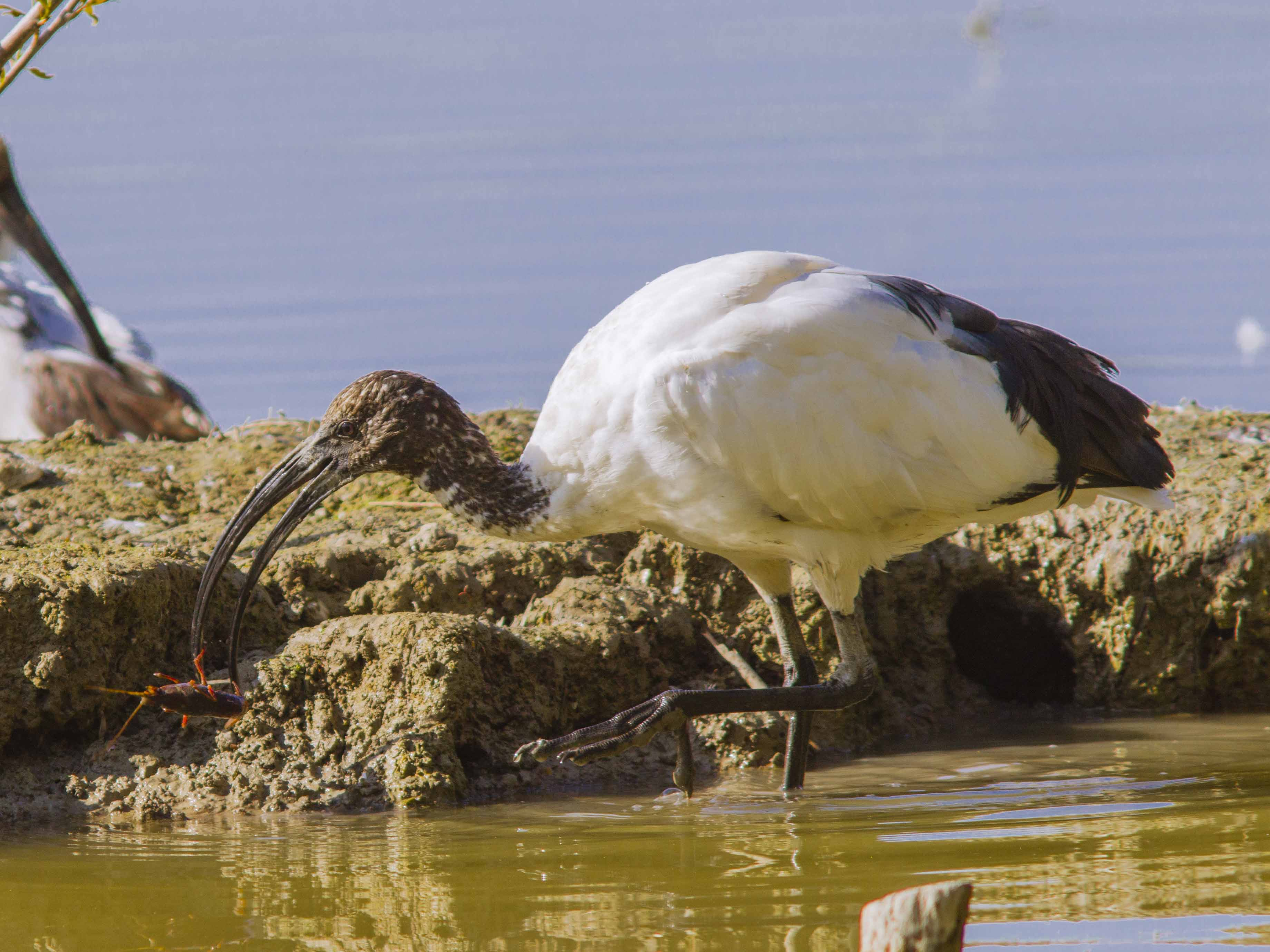
Ibis sacro nella fascia golenale del Po

Le popolazioni selvatiche in Italia potrebbero essere state introdotte dallo zoo Le Cornelle che, all'inizio degli anni '80, possedeva una colonia libera, o forse sono gli stessi esemplari provenienti dalla Bretagna, sebbene ciò non sia chiaro. La prima coppia venne avvistata nidificare nella vicina aroneria di Oldenico, nel Parco naturale delle Lame del Sesia a Vercelli, nell'Italia nordoccidentale, nel 1989. Nel 1998 venne avvistata una colonia composta da 9 coppie e 48 uccelli; nel 2000 questa colonia aumentò a 24-26 coppie, arrivando nel 2003 a contare 25-30 coppie riproduttive. Una seconda colonia è apparsa nel 2004 presso un'altra aroneria vicina a Casalbeltrame. Questi uccelli si nutrono principalmente nelle risaie della zona, ma migrano anche altrove durante l'estate, aumentando di numero in inverno. Nel 2008, il numero di ibis sacri riproduttivi in Italia è stato stimato a 80-100 coppie con almeno 300 uccelli totali. Nello stesso anno tre coppie furono osservate appollaiarsi presso un'aironeria di Casaleggio. Nel 2010 venne segnalato che la specie tentava di riprodursi nel Delta del Po. Entro il 2014 sono state raccolte varie segnalazioni di siti di nidificazione in varie zone dalla Pianura Padana fino alla Toscana. Al di fuori della Regione Piemonte si segnalano casi di possibili siti di nidificazione in Emilia-Romagna, Veneto e Lombardia. Inoltre numerosi avvistamenti sono stati fatti presso il Parco Agricolo Sud Milano, nel Parmense (per esempio nell'Oasi LIPU di Torrile), presso Vercelli, la Garzaia di Celpenchio, in provincia di Pavia, nel Parco Regionale Veneto del Delta del Po e in località Volania presso Comacchio), in Toscana presso il Padule di Fucecchio dove numerosi esemplari frequentano il Cremasco. Dal 2020 ci sono avvistamenti stabili nella parte veneta della pianura veneto-friulana. Finora non sembrano esserci sforzi coordinati di controllo della popolazione in Italia.
Nei Paesi Bassi, gli ibis sacri furono introdotti da tre fonti; la più grande era uno stormo libero presso lo zoo voliera Avifauna, ed un altro era un gruppo di 11 uccelli fuggiti da un commerciante di uccelli privato a Weert quando un albero cadde sul loro recinto tra il 1998 e il 2000, i quali sarebbero tornati tutti nella loro gabbia ogni inverno. Inoltre, nel 2000 un gruppo di ibis sacri è scappato da uno zoo vicino a Munster, alcuni dei quali sembra abbiano attraversato il confine con l'Overijssel, come sarebbe stato confermato dal colore dei loro anelli di riconoscimento. Lo stormo libero di Avifauna contava 12 individui nel 2001, 30 nel 2003, e si stima che un massimo di 41 uccelli sia infine fuggito dallo zoo. Ci sono stati avvistamenti in tutto il paese per molti anni, ma nel 2002 il successo della riproduzione degli esemplari fuggiti è stato segnalato per la prima volta in una riserva naturale a circa 40 km da Avifauna. Nel 2007, la popolazione selvatica nei Paesi Bassi è aumentata a 15 coppie che si riproducevano in tre località, incluso un albero appena fuori dallo zoo. Le coppie si sposterebbero regolarmente dallo zoo alla riserva naturale in estate e viceversa. L'anno successivo, nel 2008, l'albero fuori dallo zoo è stato abbattuto e gli uccelli in libertà sono stati ricatturati e rimessi in cattività. L'inverno 2008/2009 fu molto freddo e molti uccelli morirono. Nel 2009, vennero catturati altri 37 uccelli, e nel 2010 non vi erano più uccelli nidificanti in natura. Gli uccelli a Weert vennero dimezzati in numero dopo l'inverno 2008-2009 ed scomparvero completamente tra il 2011 e il 2015. Nel 2016, alcuni uccelli sopravvissuti hanno tentarono di riprodursi a Overijssel, ma da allora sono state raccolte poche segnalazioni. Possibili esemplari vagranti dalla Francia sono stati avvistati dopo il 2010.

#### Altrove
L'ibis sacro non è considerata una specie invasiva nelle Isole Canarie. L'animale può essere visto negli zoo di Tenerife, Gran Canaria, Lanzarote e Fuerteventura, due dei quali hanno mantenuto due colonie libere nelle loro collezioni. Nel 1989, il primo ibis venne avvistato in natura. Nel 1997, la prima coppia è stata vista riprodursi al di fuori di uno degli zoo, e la popolazione selvatica raggiunse un massimo di 5 coppie tra allora ed il 2005. Questa popolazione è divisa tra le isole Lanzarote (vicino ad Arrecife in una vecchia colonia di aironi) e Fuerteventura (in semi libertà nello zoo vicino a La Lajita). Su entrambe le isole, questi uccelli sono rimasti molto vicini agli zoo. L'allevamento è "controllato". Vi è disaccordo sull'origine di altri avvistamenti, soprattutto durante il periodo migratorio. Gli ibis sono stati visti in tutte e quattro le isole dove ci sono zoo che li custodiscono.
Gli ibis sacri introdotti negli Emirati Arabi Uniti vennero allevati nella riserva faunistica dell'isola Sir Bani Yas, dove 6 esemplari sono stati introdotti all'inizio degli anni '80. Questi uccelli non lasciarono mai l'isola e, nel 1989 ne rimase uno solo che morì lo stesso anno. Lo zoo di Al Ain possiede uno stormo dal 1976, che, nel 1991, era aumentato fino a contare circa 70 individui. Dagli anni '80 ci sono stati diversi avvistamenti di ibis a Dubai. Gli uccelli di Al Ain inizialmente rimasero nello zoo, cominciando in seguito a volare dallo zoo all'impianto di trattamento delle acque reflue e ad un'area umida poco profonda nell'ex parco pubblico, ora parco di ville di lusso, Ain Al Fayda, dove il loro numero è aumentato lentamente fino a 32 esemplari, nel 1997. Inizialmente poco numerosi al di fuori di questi luoghi, dal 2001 da 1 a 5 ibis si sarebbero presentati regolarmente a Dubai in luoghi come il campo da golf, l'impianto di trattamento delle acque reflue ed il cantiere dell'ormai completata Dubai International City. Da allora la nidificazione è avvenuta a Dubai. Gli uccelli di Dubai in particolare possono essere parzialmente vagranti arrivando dalle paludi irachene, poiché si presentano spesso durante la stagione migratoria. D'altra parte, si sospetta che un uccello che si presenta in Iran provenga dalla popolazione introdotta degli Emirati Arabi Uniti. Nel 2010, la popolazione di Al Ain contava più di 75 uccelli e gli uccelli dello zoo che volano liberamente si appollaiano in due sotto-colonie sopra la loro voliera. Gli uccelli si presentano regolarmente in tutta la città e nei villaggi circostanti e spesso possono essere visti la mattina presto nei parchi e nelle rotatorie mentre raccolgono gli scarti lasciati dalle persone la sera prima.
Una popolazione riproduttiva è stata elencata come introdotta in Bahrein almeno dal 2006, ma si dice anche che sia una specie vagrante sull'isola.
A Taiwan, come altrove, la popolazione introdotta è fuggita da uno zoo, in questo caso prima del 1984, momento in cui sono stati avvistati i primi esemplari selvatici a Guandu, a Taipei. Nel 1998, è stato stimato che circa 200 uccelli vagassero liberamente, principalmente nel nord di Taiwan. Nel 2010, è stato aggiunto per la prima volta alla lista di controllo degli uccelli di Taiwan con lo stato di "non comune" (al contrario di "raro"). Nel 2010, questi uccelli sono stati occasionalmente avvistati anche sulle isole Matsu, che si trovano a soli 19 km al largo della costa della Provincia di Fujian, della Cina continentale (e a pochi chilometri dalle altre isole costiere cinesi), ma a 190 km da Taiwan. Nel 2012, la popolazione era stimata a 500-600 individui, e si era diffusa ad ovest di Taiwan. I primi tentativi di abbattimento vennero effettuati nel 2012 utilizzando il metodo di oliatura delle uova (senza successo) e uccidendo i pulcini dai nidi (con maggiori risultati). Nel 2016, il numero era stimato a 1000 individui, di cui circa 500 individui abitano le zone umide nella contea di Changhua.
In Florida, si pensa che cinque individui della specie siano fuggiti dallo zoo di Miami Metro, e forse di più da collezioni private, dopo l'arrivo dell'uragano Andrew, nel 1992. Questi uccelli venivano avvistati nei dintorni, posandosi per la notte all'interno degli zoo, mentre la popolazione ormai selvatica cominciò ad aumentare a 30 o 40 esemplari, entro il 2005. Nello stesso anno sono state trovate due coppie nidificanti nelle Everglades. Due o tre anni dopo fu presa la decisione di estirpare la specie. Entro il 2009, 75 uccelli sono stati ricatturati e si ritiene che gli uccelli rimanenti siano stati abbattuti.

## Tassonomia

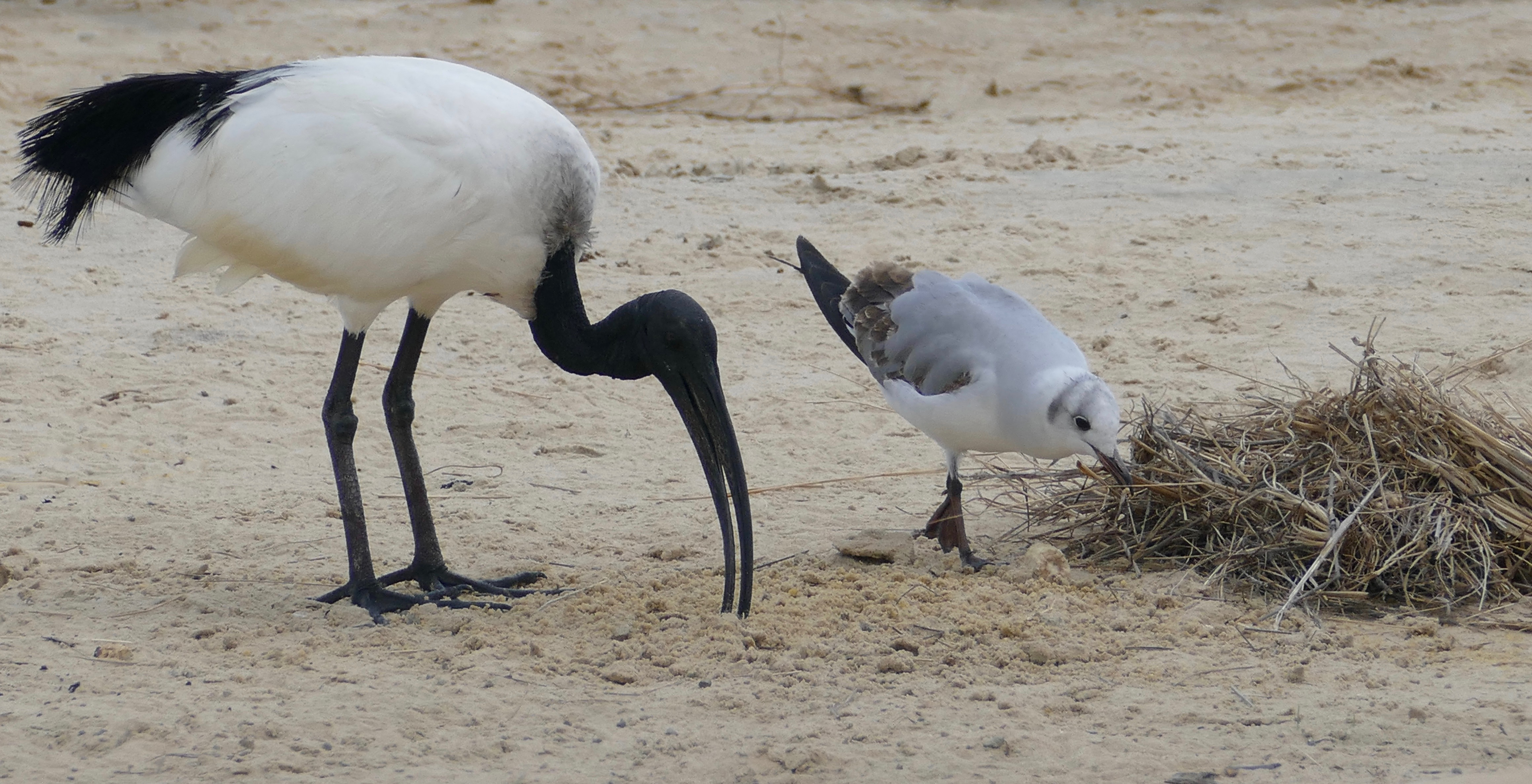
Ibis sacro ed un gabbiano di Hartlaub (Chroicocephalus hartlaubii), in Sudafrica

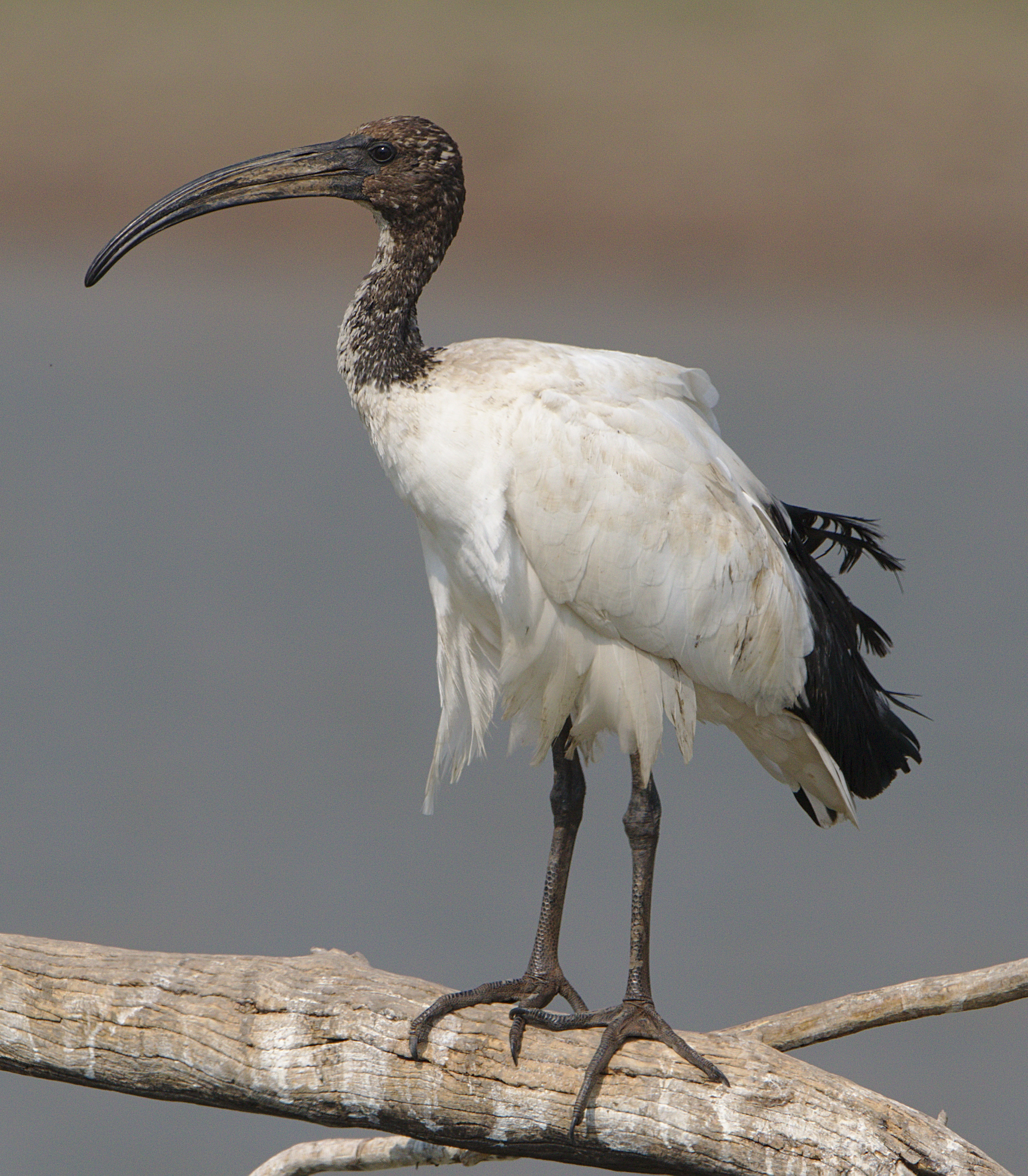
Un esemplare giovane al Parco nazionale di Pilanesberg, Sudafrica

L'ibis sacro è strettamente imparentato con l'ibis testanera e l'ibis bianco australiano, con cui forma un complesso di superspecie, tanto che le tre specie sono considerate conspecifiche da alcuni ornitologi. Negli stormi misti, infatti, questi ibis spesso si ibridano. L'ibis bianco australiano è spesso chiamato colloquialmente ibis sacro.
Sebbene questi uccelli fossero già noti alle antiche civiltà della Grecia, di Roma e in particolare dell'Africa, gli ibis sacri non erano familiari agli europei occidentali dalla caduta di Roma fino al XIX secolo, e le menzioni di questo uccello nelle antiche opere di queste civiltà lo descrivevano come un qualche tipo di chiurlo o un uccello simili, venendo tradotti come tali. Nel 1758, Linneo era convinto che queste descrizioni si riferissero all'airone guardabuoi (Bubulcus ibis), che egli descrisse come Ardea ibis. Seguendo il lavoro di Mathurin Jacques Brisson, che nominò l'ibis sacro Ibis candida, nel 1760, nella 12ª edizione del suo Systema Naturae del 1766, Linneo classificò l'uccello come Tantalus ibis. Anche questi uccelli erano sconosciuti agli europei, venendo chiamati in inglese "ibis egiziani" da Latham, e "emseesy" o "uccello dei buoi" da George Shaw. Nel 1790, John Latham fornì la prima descrizione scientifica moderna inequivocabile dell'ibis sacro come Tantalus aethiopicus, citando James Bruce di Kinnaird che chiamava l'uccello 'abou hannes' nei resoconti dei suoi viaggi in Sudan ed in Etiopia, e descrivendo anche Tantalus melanocephalus dell'India. Nel suo Le Règne Animal del 1817, Georges Cuvier chiamò l'aniamale Ibis religiosus.
Nel 1842, George Robert Gray riclassificò l'uccello sotto il nuovo genere Threskiornis, poiché il nome del genere Tantalus era già stato designato alla cicogna americana, precedentemente nota come ibis americano o pellicano americano, pertanto Gray decise che questi uccelli non potevano essere classificato nello stesso genere.
In una revisione completa dei modelli di piumaggio di Holyoak, nel 1970, venne notato come le tre specie T. aethiopicus, T. melanocephalus e T. molucca, fossero estremamente simili e che gli esemplari australiani assomigliassero nel piumaggio adulto a Threskiornis aethiopicus e a T. melanocephalus nel piumaggio giovanile, proponendo quindi che tutte e tre le specie fossero raggruppate in una singola specie, T. aethiopicus. All'epoca ciò era generalmente accettato dalla comunità scientifica, tuttavia nel compendio 'The Birds of the Western Paleartico' del 1977, Roselaar sostenne la divisione del gruppo in 4 specie, riconoscendo T. bernieri come specie a sé stante, sulla base delle differenze morfologiche e geografiche allora note.
Nel 1990, Sibley e Monroe, nel riferimento generale "Distribuzione e tassonomia degli uccelli del mondo", seguirono la classificazione di Roselaar nel riconoscere quattro specie, riproponendola in "A World Checklist of Birds", nel 1993.
Questo taxon separato da T. melanocephalus e T. molucca è stato ulteriormente confermato da un altro studio morfologico di Lowe e Richards nel 1991, dove, come nello studio di Holyoak, è stato confrontato il piumaggio di questi uccelli ma stavolta con più campioni, ma a differenza dello studio di Holyoak, Lowe e Richards hanno concluso che le differenze erano tali da meritare lo status di specie separata per i tre taxa, tanto più che non hanno potuto trovare intergradazioni nei caratteri morfologici in possibili zone di contatto nel sud-est asiatico. Citano anche presunte differenze nei rituali di corteggiamento tra gli uccelli australiani e quelli asiatici. Sulla base di queste caratteristiche raccomandarono che gli esemplari malgasci venissero considerati una sottospecie di T. aethiopicus.
Nel 2003, il Birdlife International scelse di adottare il concetto tassonomico ristretto come sostenuto in Sibley & Monroe (1993).

### Evoluzione

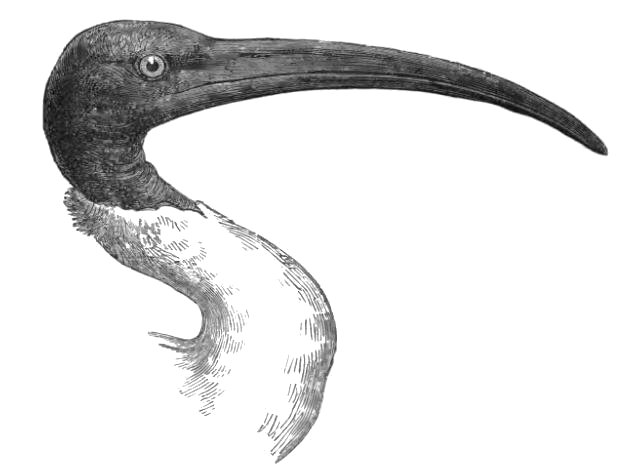
L'ibis sacro del Madagascar in una stampa ottocentesca che mostra le somiglianza con la forma continentale.

L'ibis sacro pare essere un animale abbastanza antico: reperti fossili rinvenuti in Malawi hanno testimoniato l'esistenza dell'animale già 2 milioni di anni fa. Un milione di anni prima, è fissato il punto di scissione tra aironi ed ibis, confermando la vicinanza tra questi due gruppi di volatili. I 3 milioni di anni sono un'inezia in confronto al fatto che la divergenza uccelli-rettili avvenne 205 milioni di anni fa.
All'interno del genere Threskiornis, due sono le specie morfologicamente più simili all'ibis sacro: Threskiornis bernieri, ibis sacro del Madagascar, che si distingue semplicemente per avere le punte delle ali nere e dimensioni leggermente inferiori (a volte classificato infatti come sottospecie di T.aethiopicus), e la forma australiana Threskiornis molucca, ibis bianco australiano, più massiccio dell'ibis sacro.
Una terza specie simile all'ibis sacro, Threskiornis solitarius, l'ibis sacro di Réunion, incapace di volare, si estinse nel XVIII secolo.

## Conservazione
L'ibis sacro africano è classificato come "specie a rischio minimo" dalla IUCN. La popolazione globale è stimata a 200.000-450.000 individui, sebbene sembri essere in diminuzione. La specie è contemplata dall'accordo sulla conservazione degli uccelli acquatici migratori afro-eurasiatici (AEWA)..

### Interazioni con l'uomo

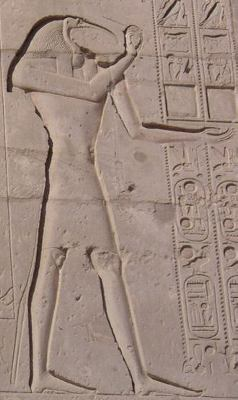
Il dio Thot rappresentato sotto forma di ibis.

Per molti secoli, gli ibis sacri, insieme ad altre due specie in numero minore, rappresentarono uno degli animali fondamentali della religione egiziana, dato che la sua immagine era, con quella del babbuino, associata al dio Thot. Questi uccelli venivano comunemente mummificati dagli antichi egizi come offerta votiva al dio, rappresentato con la testa di un ibis. Thot era l'antico dio egizio della saggezza e della ragione, e quindi della verità, della conoscenza, dell'apprendimento e dello studio, della scrittura e della matematica. L'ibis sacro era considerato l'incarnazione vivente del dio sulla terra e ne rappresentava anche il suo geroglifico: 
| G26 |

Gli uccelli correttamente mummificati godevano di un percorso verso l'aldilà. I pellegrini provenienti da tutto l'Egitto portavano migliaia di offerte in ibis a quattro o più templi principali, che al loro apice mummificavano e seppellirono migliaia di uccelli all'anno in gigantesche e antiche catacombe (un complesso rimase in funzione per 700 anni). Alla fine circa otto milioni di uccelli furono mummificati e sepolti dagli in questi templi. Lo stesso avveniva col falco, simbolo di Horo. Per questo migliaia di falchi ed ibis sono stati rinvenuti "pronti all'uso" nella necropoli di Ermopoli.

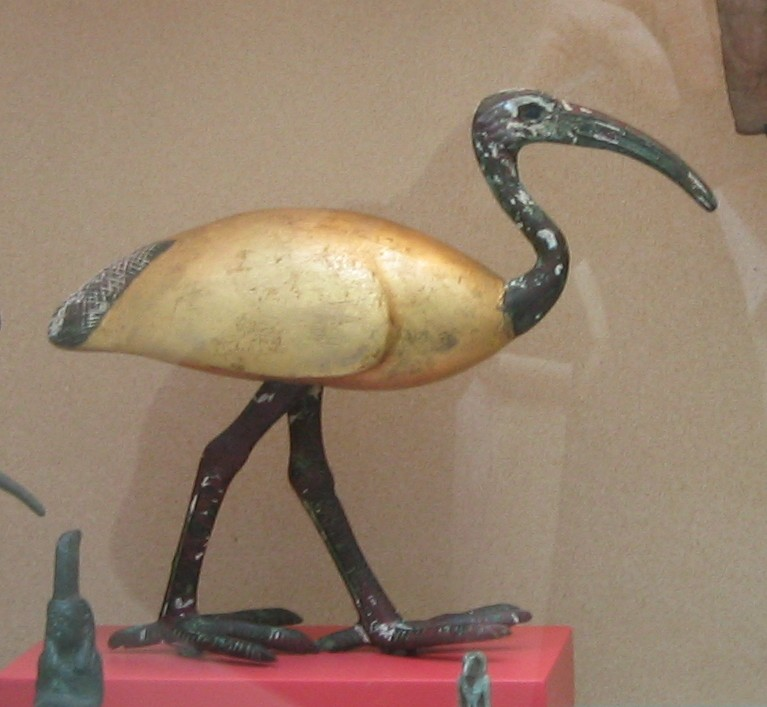
Urna al museo di Copenhagen

Per lungo tempo si pensava che per sostenere un numero sufficiente per la grande, e talvolta, crescente domanda di sacrifici da parte della popolazione, fossero stati istituti dozzine di allevamenti all'aperto di ibis (chiamati ibiotropheia da Erodoto), inizialmente sparpagliati in tutte le regioni dell'Egitto, ed in seguito localizzati nei pressi dei templi, ognuno dei quali allevava circa un migliaio di uccelli all'anno per la mummificazione. Un esame del DNA mitocondriale ha contestato questa credenza e suggerisce che non solo gli uccelli selvatici venissero catturati e aggiunti agli stormi in cattività, ma che fornissero la maggior parte dei sacrifici. Gli uccelli mummificati erano spesso esemplari giovani e, solitamente, venivano uccisi rompendogli il collo. La testa ed il becco venivano posti tra le penne della coda, e veniva posto un pezzo di cibo nel becco (spesso una lumaca). I particolari del rituale di mummificazione spesso differivano tra loro in base alla regione. Le mummie potevano essere conservate in barattoli di ceramica, cassapanche di legno o sarcofagi di pietra da dare ai fedeli che invocavano le grazie di Toth. Non tutti gli esemplari mummificati sono uccelli interi; alcuni (quelli più economici) contengono solo una zampa, un guscio d'uovo o persino l'erba secca del nido. Agli uccelli venivano date sepolture diverse a seconda del loro stato; come animali domestici, offerte o persone sante. Ad alcuni speciali uccelli sacri veniva concessa una mummificazione speciale: venivano trasportati dalle loro città ai templi molto tempo dopo che le normali offerte fossero state riscosse dagli stormi in cattività, e onorati con sepolture più lussuose. Le credenze rituali variavano leggermente a seconda delle diverse regioni dell'Egitto.
La pratica di mummificazione degli ibis iniziò almeno nel 1.100 a.C. e terminò intorno al 30 a.C. Sebbene il numero di sepolture raggiungesse il picco in tempi diversi a seconda della regione e del tempio, i rituali erano più frequenti dal periodo tardo al periodo tolemaico.
Esemplari mummificati di ibis sacri furono riportati in Europa dall'esercito di Napoleone, dove divennero parte di un primo dibattito sull'evoluzione.
Secondo Erodoto e Plinio il Vecchio, nel X volume della Naturalis historia, parla di come gli ibis venissero invocati contro le incursioni dei "serpenti alati" e addirittura addomesticati dalla popolazione contro gli stessi e del fatto che più volte i sacerdoti fermarono epidemie di peste immolando agli dèi un ibis sacro. Come scrisse Erodoto:

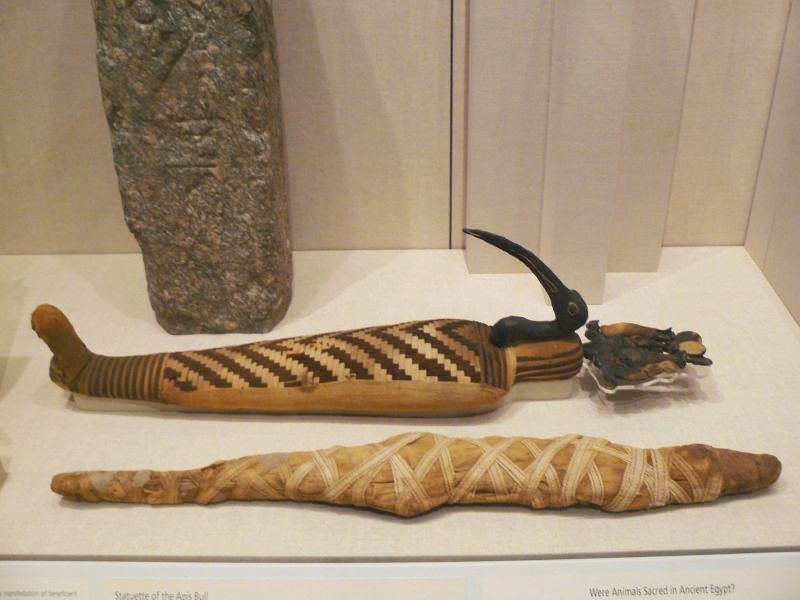
Sarcofago al museo di Brooklyn

Considerato allo stesso momento utile (divorava serpenti e carogne) e puro (beveva solo acqua limpida e pura, usata poi dai sacerdoti per funzione rituale), l'ibis sacro era considerato intelligente per lo sguardo sempre fermo sull'obiettivo e le posture eleganti.
Flavio Giuseppe raccontò che quando Mosè guidò gli ebrei in guerra contro gli etiopi, si portò dietro un gran numero di uccelli in gabbie di papiro per opporsi a qualsiasi serpente.
A causa forse di una traduzione errata del greco di Erodoto, prima dell'inizio del XVIII secolo gli europei erano convinti che questi ibis avessero piedi umani.
Plinio il Vecchio racconta che si diceva che le mosche che portarono la pestilenza morirono subito dopo i sacrifici propiziatori di questo uccello.
Secondo Claudio Eliano nel suo De Natura Animalium e Gaio Giulio Solino, citando entrambi autori molto precedenti ma ormai perduti, l'ibis sacro procrea tramite il becco, e quindi l'uccello è sempre vergine. Anche Aristotele, scrivendo circa 500 anni prima, menziona questa teoria, ma la ripudiava. Picrius menziona come il velenoso basilisco fosse nato dalle uova di un ibis, nutrito dai veleni di tutti i serpenti che gli uccelli divorano. Questi autori e molti altri menzionano anche come i coccodrilli e i serpenti rimangano immobili dopo essere stati toccati dalla piuma di un ibis. Claudius Aelianus dice anche che l'ibis è consacrato alla luna.
Plinio e Galeno attribuiscono l'invenzione del clistere all'ibis, poiché secondo loro l'uccello effettuava tali trattamenti agli ippopotami. Plutarco ci assicura che usa solo acqua salata per questo scopo. 1600 anni dopo questa era ancora una scienza accettata, poiché Claude Perrault, nelle sue descrizioni anatomiche dell'uccello, affermava di aver trovato un buco nel becco che l'uccello usava a tale scopo.
Nel secolo prima del tempo di Cristo e per almeno un secolo dopo, il culto di Iside era diventato molto popolare a Roma, soprattutto tra le donne, e l'ibis era diventato uno dei suoi simboli associati. Un certo numero di affreschi e mosaici nelle ville patrizie di Pompei ed Ercolano del 50 aC-79 dC mostrano questi uccelli.
Secondo alcune traduzioni della Septuaginta, l'ibis è uno degli uccelli impuri che non possono essere mangiati (Levitico 11:17, Deuteronomio 14:16).